# Divorce sous surveillance
Divorce sous surveillance (House of Secrets) est un téléfilm américain réalisé par Kevin L. Powers, diffusé le 1er janvier 2014 sur Lifetime Movie Network.

## Synopsis
Une femme récemment divorcée doit trouver qui est la personne qui n'arrête pas de s'introduire dans sa maison.

## Fiche technique
- Titre original : House of Secrets
- Titre français : Divorce sous surveillance
- Réalisation : Kevin L. Powers
- Scénario : Kevin L. Powers
- Pays d'origine :  États-Unis
- Langue originale : anglais
- Genre : thriller
- Durée : 84 minutes
- Dates de diffusion :
  - France : 16 mai 2014 sur TF1

## Distribution
- Bianca Lawson (VF : Ethel Houbiers) : Julie Holt
- Brendan Fehr (VF : Rémi Bichet) : Tyler Jordan
- Neil Jackson (VF : Olivier Chauvel) : Sam Manning
- Costas Mandylor (VF : Bernard Bollet) : Inspecteur Morrison
- Stephanie Jacobsen : Allison
- Michael Patrick McGill (VF : Jean-François Aupied) : Inspecteur Baker
- Paul Johansson (VF : Mathieu Buscatto) : Rick
- Stephen W. Schriver : Bill
- Tracy Mulholland : Kris
- Miguel Najera : le juge Daniels
- Daniel Booko (en) : Jim, le stagiaire
- Mike J. Putnam : un policier
- Cory Joseph et Mike Gaglio : les déménageurs
- Ed Halligan : le prêtre